# Puchar Europy Mistrzów Klubowych w piłce siatkowej (1980/1981)
Puchar Europy Mistrzów Krajowych 1980/1981 – 22. sezon Pucharu Europy Mistrzów Krajowych rozgrywanego od 1959 roku, organizowanego przez Europejską Konfederację Piłki Siatkowej (CEV) w ramach europejskich pucharów dla męskich klubowych zespołów siatkarskich „starego kontynentu”.

## System rozgrywek
- W fazie kwalifikacyjnej i w dwóch rundach fazy głównej drużyny rozgrywały ze sobą dwumecz, z którego lepsza awansowała dalej. O awansie decydowały kolejno: liczba wygranych meczów, liczba wygranych setów, liczba zdobytych małych punktów.
- Do turnieju finałowego awansowały 4 zespoły. Rozegrały one pomiędzy sobą po jednym spotkaniu. Zwycięzca otrzymywał 2 punkty, natomiast przegrany - 1 punkt. Zwycięzcą został klub, który po rozegraniu wszystkich meczów turnieju finałowego zdobył najwięcej punktów.

## Drużyny uczestniczące
| Państwo        | Drużyny                     |
| -------------- | --------------------------- |
| Albania        | Dinamo Tirana               |
| Austria        | Sokol Wiedeń                |
| Belgia         | VC Ruisbroek                |
| Bułgaria       | Lewski Spartak Sofia        |
| Czechosłowacja | VK Dukla Liberec            |
| Dania          | VKV Gladsaxe                |
| Finlandia      | NMKY Pieksämäki             |
| Francja        | Asnières Sport Paryż        |
| Grecja         | Olympiakos Pireus           |
| Hiszpania      | Real Madryt                 |
| Holandia       | Delta Lloyd AMVJ Amstelveen |
| Izrael         | Hapoel Ha-Mapil             |
| Jugosławia     | Veliko Gradište SK          |
| Norwegia       | KFUM Volda                  |
| Polska         | Gwardia Wrocław             |
| Portugalia     | Leixões SC                  |
| RFN            | München 1860                |
| Rumunia        | Dinamo Bukareszt            |
| Szwajcaria     | VCB Biel/Bienne             |
| Szwecja        | Storno Lidingö              |
| Turcja         | Eczasibasi Stambuł          |
| Węgry          | Budapest Honvéd             |
| Włochy         | Pallavolo Katania           |
| Włochy         | Klippan Turyn               |
| ZSRR           | CSKA Moskwa                 |

## Runda wstępna
| Data  | Drużyna 1                   | Wynik | Drużyna 2                   | Sety                             |
| ----- | --------------------------- | ----- | --------------------------- | -------------------------------- |
|       | Dinamo Tirana               | 3:1   | Veliko Gradiste             |                                  |
|       | Veliko Gradiste             | 3:0   | Dinamo Tirana               |                                  |
|       |                             |       |                             |                                  |
|       | TSV 1860 Monachium          | 1:3   | Hapoel Ha-Mapil             |                                  |
|       | Hapoel Ha-Mapil             | 1:3   | TSV 1860 Monachium          |                                  |
|       | TSV 1860 Monachium          | 3:1   | Hapoel Ha-Mapil             |                                  |
|       |                             |       |                             |                                  |
|       | Sokol Wiedeń                | 1:3   | Honvéd Budapeszt            |                                  |
|       | Honvéd Budapeszt            | 3:0   | Sokol Wiedeń                |                                  |
|       |                             |       |                             |                                  |
|       | Delta Lloyd AMVJ Amstelveen | 3:0   | Storno Lidingö              | 15:7, 15:12, 15:7                |
|       | Storno Lidingö              | 1:3   | Delta Lloyd AMVJ Amstelveen | 13:15, 15:6, 10:15, 14:16        |
|       |                             |       |                             |                                  |
|       | Pallavolo Katania           | 3:0   | Leixões Porto               |                                  |
|       | Leixões Porto               | 2:3   | Pallavolo Katania           |                                  |
|       |                             |       |                             |                                  |
|       | VC Biel                     | 3:1   | KFUM Volda                  | 15:6, 15:10, 9:15, 15:5          |
|       | KFUM Volda                  | 3:2   | VC Biel                     |                                  |
|       |                             |       |                             |                                  |
| 02.11 | Olympiakos Pireus           | 2:3   | Gwardia Wrocław             | 15:13, 12:15, 15:12, 9:15, 6:15  |
| 09.11 | Gwardia Wrocław             | 3:2   | Olympiakos Pireus           | 12:15, 10:15, 16:14, 15:8, 15:11 |
|       |                             |       |                             |                                  |
|       | Real Madryt                 | 3:1   | Asnières Sport              |                                  |
|       | Asnières Sport              | 3:2   | Real Madryt                 |                                  |
|       |                             |       |                             |                                  |
|       | Gladsaxe                    | 0:3   | VC Ruisbroek                |                                  |
|       | VC Ruisbroek                | 3:1   | Gladsaxe                    |                                  |

## I runda
| Data  | Drużyna 1                   | Wynik | Drużyna 2                   | Sety                           |
| ----- | --------------------------- | ----- | --------------------------- | ------------------------------ |
|       | Lewski Spartak Sofia        | 3:1   | Dinamo Bukareszt            |                                |
|       | Dinamo Bukareszt            | 3:0   | Lewski Spartak Sofia        |                                |
|       |                             |       |                             |                                |
|       | Veliko Gradiste             | 3:0   | TSV 1860 Monachium          | 15:3, 15:7, 15:10              |
|       | TSV 1860 Monachium          | 2:3   | Veliko Gradiste             | 15:9, 4:15, 15:13, 9:15, 14:16 |
|       |                             |       |                             |                                |
|       | Honvéd Budapeszt            | 0:3   | CSKA Moskwa                 |                                |
|       | CSKA Moskwa                 | 3:0   | Honvéd Budapeszt            |                                |
|       |                             |       |                             |                                |
|       | Klippan Turyn               | 3:0   | Delta Lloyd AMVJ Amstelveen | 15:6, 15:7, 15:5               |
|       | Delta Lloyd AMVJ Amstelveen | 1:3   | Klippan Turyn               | 14:16, 9:15, 15:13, 9:15       |
|       |                             |       |                             |                                |
|       | Pallavolo Katania           | 3:0   | VC Biel                     | 15:12, 15:6, 16:14             |
|       | VC Biel                     | 0:3   | Pallavolo Katania           | 11:15, 9:15, 14:16             |
|       |                             |       |                             |                                |
| 14.12 | Gwardia Wrocław             | 3:1   | VK Dukla Liberec            | 16:14, 15:11, 13:15, 15:3      |
| 21.12 | VK Dukla Liberec            | 0:3   | Gwardia Wrocław             | 4:15, 4:15, 13:15              |
|       |                             |       |                             |                                |
|       | Real Madryt                 | 3:1   | Eczacıbaşı Stambuł          |                                |
|       | Eczacıbaşı Stambuł          | 3:1   | Real Madryt                 |                                |
|       |                             |       |                             |                                |
|       | VC Ruisbroek                | 0:3   | NMKY Pieksämäki             |                                |
|       | NMKY Pieksämäki             | 3:0   | VC Ruisbroek                |                                |

## II runda
| Data  | Drużyna 1          | Wynik | Drużyna 2          | Sety                |
| ----- | ------------------ | ----- | ------------------ | ------------------- |
|       | Dinamo Bukareszt   | 3:0   | Veliko Gradiste    |                     |
|       | Veliko Gradiste    | 0:3   | Dinamo Bukareszt   |                     |
|       |                    |       |                    |                     |
|       | CSKA Moskwa        | 3:1   | Klippan Turyn      |                     |
|       | Klippan Turyn      | 2:3   | CSKA Moskwa        |                     |
|       |                    |       |                    |                     |
| 10.01 | Pallavolo Katania  | 0:3   | Gwardia Wrocław    | 11:15, 11:15, 14:16 |
| 17.01 | Gwardia Wrocław    | 3:0   | Pallavolo Katania  | 15:4, 15:8, 15:8    |
|       |                    |       |                    |                     |
|       | Eczacıbaşı Stambuł | 3:0   | NMKY Pieksämäki    |                     |
|       | NMKY Pieksämäki    | 3:0   | Eczacıbaşı Stambuł |                     |

## Turniej finałowy
Tabela
| Lp. | Drużyna          | Pkt | Mecze | Mecze | Mecze | Sety | Sety | Sety  | Małe punkty | Małe punkty | Małe punkty |
| Lp. | Drużyna          | Pkt | M     | W     | P     | wyg. | prz. | ratio | zdob.       | str.        | ratio       |
| --- | ---------------- | --- | ----- | ----- | ----- | ---- | ---- | ----- | ----------- | ----------- | ----------- |
| 1   | Dinamo Bukareszt | 6   | 3     | 3     | 0     | 9    | 2    | 4.500 | 150         | 100         | 1.500       |
| 2   | CSKA Moskwa      | 5   | 3     | 2     | 1     | 8    | 4    | 2.000 | 159         | 127         | 1.252       |
| 3   | Gwardia Wrocław  | 4   | 3     | 1     | 2     | 3    | 8    | 0.375 | 106         | 142         | 0.746       |
| 4   | NMKY Pieksämäki  | 3   | 3     | 0     | 3     | 3    | 9    | 0.333 | 123         | 169         | 0.728       |

Źródło: 
Zasady ustalania kolejności: 1. liczba zdobytych punktów; 2. wyższy stosunek setów; 3. wyższy stosunek małych punktów.
Punktacja: zwycięstwo – 2 pkt; porażka – 1 pkt
Wyniki
| Data  | Drużyna 1        | Wynik | Drużyna 2       | Sety                           |
| ----- | ---------------- | ----- | --------------- | ------------------------------ |
| 20.02 | Dinamo Bukareszt | 3:0   | NMKY Pieksämäki | 15:11, 15:5, 15:10             |
| 20.02 | Gwardia Wrocław  | 0:3   | CSKA Moskwa     | 7:15, 9:15, 6:15               |
|       |                  |       |                 |                                |
| 21.02 | NMKY Pieksämäki  | 1:3   | CSKA Moskwa     | 11:15, 15:13, 13:15, 6:15      |
| 21.02 | Dinamo Bukareszt | 3:0   | Gwardia Wrocław | 15:7, 15:6, 15:5               |
|       |                  |       |                 |                                |
| 22.02 | Gwardia Wrocław  | 3:2   | NMKY Pieksämäki | 15:2, 12:15, 15:12, 9:15, 15:8 |
| 22.02 | Dinamo Bukareszt | 3:2   | CSKA Moskwa     | 15:11, 15:9, 7:15, 8:15, 15:6  |

## Klasyfikacja końcowa
| Miejsce | Drużyna          |
| ------- | ---------------- |
| złoto   | Dinamo Bukareszt |
| srebro  | CSKA Moskwa      |
| brąz    | Gwardia Wrocław  |
| 4.      | NMKY Pieksämäki  |